# Dolmen de La Zarcita

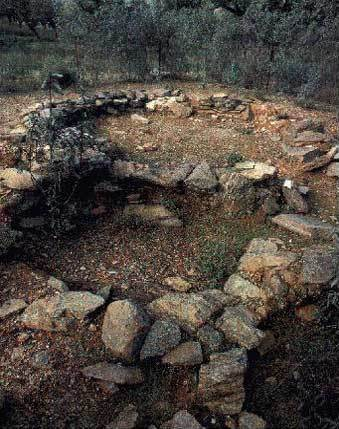
El Dolmen de la Zarcita.

El Dolmen de la Zarcita es un monumento megalítico localizado en la zona del mismo nombre de Santa Bárbara de Casa, en la provincia de Huelva.

## Descripción
Se ha llegado a la conclusión de que en el Megalítico existió un poblado fortificado y, fuera de éste, en las inmediaciones, existía una pequeña agrupación de chozas. En el interior de la fortaleza las casas presentaban un aspecto bastante diferenciado y se evidenciaba la estructura de una ciudadela organizada en torno a la construcción de hogares alrededor de una plaza central. En el año 1504 se le concede a Santa Bárbara de Casa.
El dolmen de la Zarcita ha sido estudiado fundamentalmente por el arqueólogo español Carlos Cerdán junto a Georg y Vera Leisner, matrimonio alemán que se instala en la península ibérica durante la Segunda Guerra Mundial. En 1943 publican "Die Megalithgräber der Iberischen Halbinsel: Der Süden" (Walter de Gruyter, Berlín), que en la página 290 dan una descripción del dolmen La Zarcita y de la excavación que realizaron. Posteriormente Georg Leisner publica en castellano junto con Carlos Cerdán "Los Sepulcros Megalíticos de Huelva" (Ministerio de Educación Nacional, Madrid 1952). En la página 38 relacionan los dólmenes La Zarcita 1 y La Zarcita 2, correspondientes a los dólmenes n.º 41 y 42 respectivamente.